# Lissochlora albifimbriata
Lissochlora albifimbriata là một loài bướm đêm trong họ Geometridae.